# Wangga Meti
De Wangga Meti is een uitgebrande vulkaan van 1225 meter hoogte die het hoogste punt vormt van het droge, bergachtige eiland Sumba, onderdeel van de Kleine Soenda-eilanden van Indonesië.